# Palacio Veneciano
El Palacio Veneciano, también conocida como la Casa Concha o Casa Concha Astete, fue un palacio ubicado en el centro histórico de Lima, en el distrito homónimo. El edificio, inspirado en el Palacio Ducal de Venecia y ubicado en las inmediaciones del Puente de Piedra y el Palacio de Gobierno, fue demolido por el gobierno militar de Manuel A. Odría.

## Historia
El palacio neoclásico fue construido durante el siglo XIX en lo que entonces era la calle Polvos Azules, propiedad de la familia noble Vega del Ren. El dueño de la propiedad también poseía más terreno al otro lado del río Rímac.
La fachada posterior del edificio, de inspiración veneciana, que daba al río, formaba parte del Puerto de Lima, un proyecto que pretendía canalizar el río de forma similar a los canales de la ciudad italiana. El proyecto finalmente fue abandonado.
Un túnel subterráneo que formaba parte del inmueble pasaba bajo el río, terminando en una casa entre la calle, donde una gran cantidad de monedas de oro fueron encontradas por su dueño, un hombre de apellido Barbieri, quien escondió su tesoro al reclamar haber tenido éxito en la industria petrolera. Posteriormente, el Sr. Barbieri compró y restauró una propiedad del condado de Villar de la Fuente ubicada en la calle Piedra que luego sirvió como sede de la Junta de Lima.
La noticia del tesoro llegó a oídos del gobierno militar de la época, liderado por Manuel A. Odría, quien intimidó sin éxito al dueño de ambas propiedades para que demoliera la propiedad. Como resultado, fue encarcelado bajo cargos de conspiración, fue expropiado y lo que quedaba del tesoro saqueado. La demolición del edificio se realizó con el pretexto de que la zona serviría como paseo junto al río. Sin embargo, tales planes no se llevaron a cabo y el área sirvió primero como estacionamiento y luego como mercado callejero.
Actualmente la zona en la que alguna vez estuvo ubicado el edificio es ocupado por la Alameda Chabuca Granda, después de que se demoliera el Campo Ferial Polvos Azules.